# Rumbo a la Excelencia Deportiva Internacional Colón
El club Rumbo a la Excelencia Deportiva Internacional Colón fue un equipo de fútbol de Venezuela, ubicado en la ciudad de San Juan de Colón, estado Táchira. Fue fundado en el 2013, y jugó en la Segunda División de Venezuela.

## Historia
El equipo debutó en el Nivelatorio 2014, segundo torneo de la temporada.
El 8 de marzo del mismo año, donde ganó 2x0 al equipo Fundación Deportivo El Vigía
Compartió el grupo Occidental I con cinco rivales. Se ubicó en el segundo lugar tras acumular 22 puntos.
En el año 2015 equipo se ubicó en el 4 lugar del torneo de Promoción y Permanencia y obtuvo un cupo para subir a la Segunda División de Venezuela
Tras lograr el ascenso y disputar el Clausura 2015 y el Adecuación 2015, desaparece de la escena profesional del balompié venezolano por poseer problemas económicos. Su lugar en la Segunda División en 2016 será ocupado por Real Frontera FC.

## Datos del club
- Temporadas en 1.ª División: 0
- Temporadas en 2.ª División: 1 (2015)
- Temporadas en 3.ª División: 2 (2013-14, 2014/15)